# Asselscheuer
Asselscheuer (lb. Aasselscheier) – wieś (Uertschaft) w środkowym Luksemburgu, w kantonie Mersch, w gminie Lorentzweiler. Do 3 października 2015 miejscowość leżała w dystrykcie Luksemburg. Liczy 69 mieszkańców (31 grudnia 2023). 